# Kasteel van Lallaing

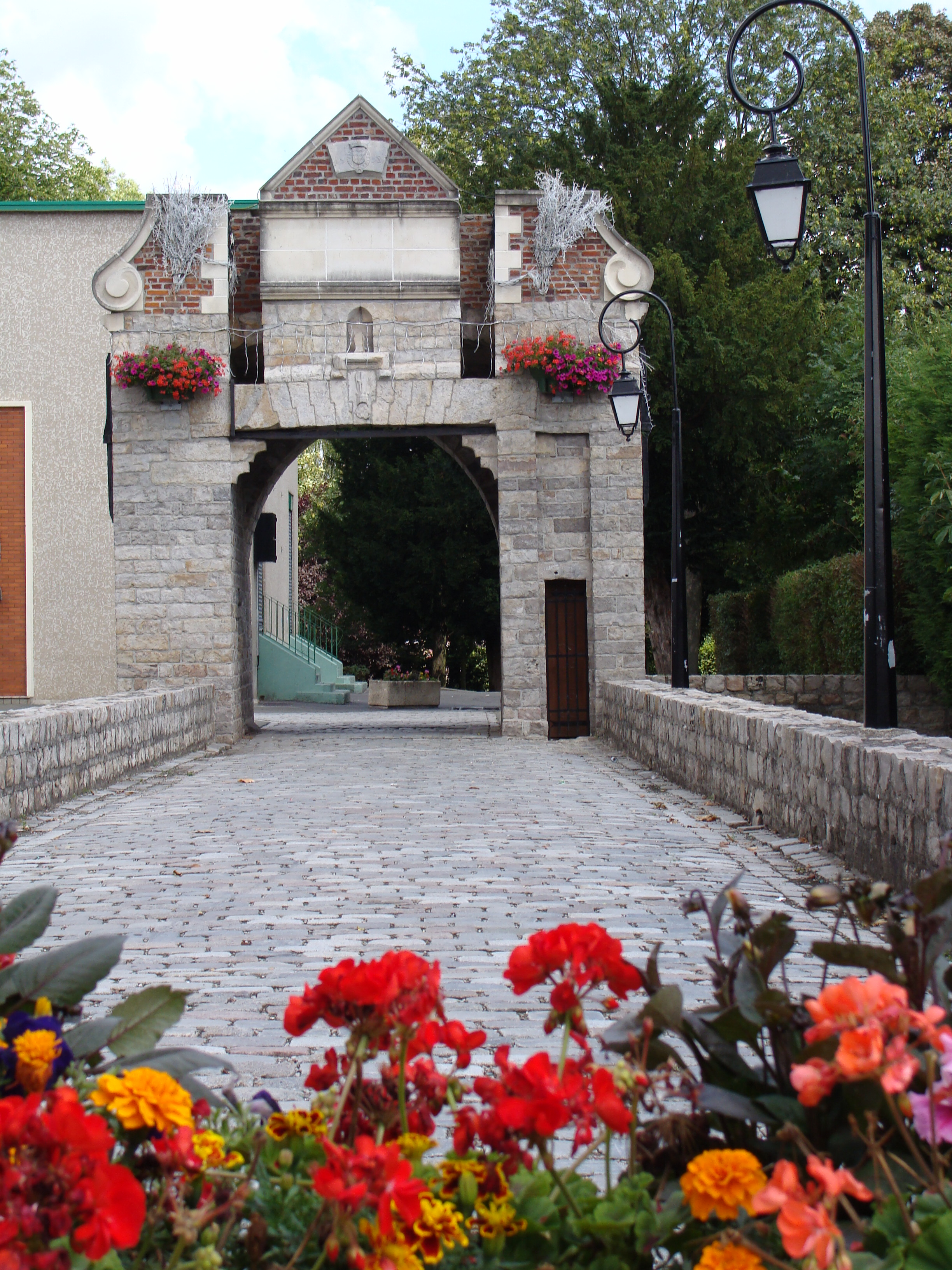
De toegangspoort en de brug

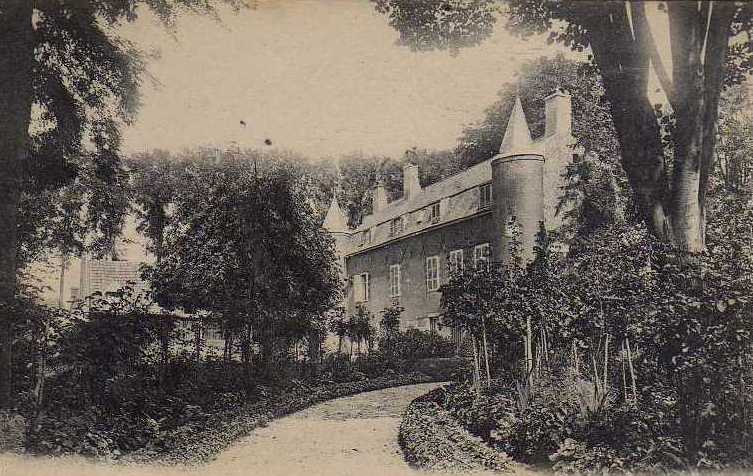
Het woongebouw in 1908

Het Kasteel van Lallaing is een voormalige versterking in de Henegouwse plaats Lallaing in Noord-Frankrijk. De enige overblijfselen ervan zijn de toegangspoort en de stenen brug ernaartoe. Op de sluitsteen is het jaartal 1588 te lezen.

## Geschiedenis
De oudste vermelding van het kasteel is in 1184 als een versterking waar de graaf van Henegouwen een garnizoen had. Niet lang voordien moeten de heren van Lalaing, afkomstig uit Forest-sur-Marque, zich hier hebben gevestigd. Ze transformeerden de 10e-eeuwse motte tot een stenen kasteel, met een ringmuur die ook de kerk omvatte. De grachten eromheen werden gevoed door de Scarpe. Belangrijke bouwwerken vonden plaats in 1242. 
Als dichte raadgevers van de Bourgondische en Habsburgse vorsten brachten de heren van Lalaing meer in meer tijd door in hun stadsresidenties te Brussel, Bergen en Valenciennes. Het kasteel werd bewoond door een baljuw. Met Karel I van Lalaing breidde de heerlijkheid Lalaing zich in 1510 uit met Bruille en Écaillon, en werd ze verheven tot graafschap. Bij de dood van Margaretha van Lalaing in 1650 ging het domein over op haar kleinzoon Filips Frans van Arenberg.
Rond 1600 is het kasteel in zijn gloriedagen weergegeven door Adrien de Montigny op drie gouaches in de Albums van Croÿ. Tijdens de oorlogen van Lodewijk XIV werd het kasteel twee keer bezet door de Fransen. Op het einde van de Devolutieoorlog in 1674 bliezen ze de donjon en de torens op. De familie Arenberg gebruikte veel materiaal ervan voor haar kasteel van Edingen, maar behield het woongebouw. Het bleef in de familie tot 1904, toen de prinses van Arenberg het verkocht aan burgemeester Morel uit de vroegere intendantenfamilie. In 1959 kocht de stad Lallaing het kasteel aan en liet het afbreken om een nieuw stadhuis te bouwen op die plek.